# Peter Andersson (Eishockeyspieler, 1991)
Peter Andersson (* 13. April 1991 in Kvidinge) ist ein ehemaliger schwedischer Eishockeyspieler, der im Verlauf seiner aktiven Karriere zwischen 2008 und 2023 unter anderem annähernd 300 Spiele für den Frölunda HC, Örebro HK und die Växjö Lakers in der Elitserien bzw. Svenska Hockeyligan (SHL) auf der Position des Verteidigers bestritten hat. Mit den Växjö Lakers gewann Andersson in den Jahren 2018 und 2021 zweimal die schwedische Meisterschaft. Darüber hinaus absolvierte Andersson unter anderem weitere 168 Partien in der American Hockey League (AHL).

## Karriere
Peter Andersson begann seine Karriere als Eishockeyspieler beim Åstorps IK. Nach mehreren Stationen bei unterklassigen Nachwuchsmannschaften wechselte der Verteidiger im Sommer 2007 zum Frölunda HC, für dessen Profimannschaft er in der Saison 2007/08 sein Debüt in der Elitserien gab. Bei seinem einzigen Saisoneinsatz blieb er punkt- und straflos. Die gesamte restliche Spielzeit verbrachte er bei Frölundas Nachwuchsmannschaften und wurde mit den U20-Junioren Meister der Nachwuchsliga J20 SuperElit. Auch in der folgenden Spielzeit spielte er ausschließlich für die U18- und U20-Junioren Frölundas. Dort konnte er überzeugen, so dass ihn die Vancouver Canucks aus der National Hockey League (NHL) im NHL Entry Draft 2009 in der fünften Runde als insgesamt 143. Spieler auswählten. In der Spielzeit 2009/10 bestritt der Junioren-Nationalspieler insgesamt 21 Spiele für Frölunda in der Elitserien. Parallel lief er auf Leihbasis für den Borås HC in der zweitklassigen HockeyAllsvenskan auf.
Nachdem der Abwehrspieler im Vorjahr einen Profivertrag beim Frölunda HC erhalten hatte, begann Andersson auch die Saison 2010/11 im Kader des schwedischen Erstligisten, für den er vor Saisonbeginn in der erstmals ausgetragenen internationalen European Trophy aufgelaufen war. In acht Spielen erzielte er bei dieser zwei Tore. Parallel spielte er erneut für den Borås HC in der HockeyAllsvenskan und wurde mit den U20-Junioren Frölundas abermals Meister. Zudem unterschrieb er am 2. Juni 2010 einen Dreijahresvertrag bei den Vancouver Canucks, die ihn jedoch vorerst per Leihvertrag in Schweden beließen. Nachdem Andersson die Saison 2011/12 noch in Schwedens zweiter Spielklasse beim Örebro HK verbracht hatte, wechselte er im Sommer 2012 in die Organisation der Vancouver Canucks über und spielte für deren Farmteams, die Chicago Wolves bzw. ab der Spielzeit 2013/14 die Utica Comets, in der American Hockey League (AHL).
Nachdem sich der Defensivspieler nicht für einen Platz im NHL-Kader der Canucks empfehlen konnte, kehrte er im März 2015 nach Schweden zurück und spielte ab der Saison 2015/16 erneut beim Örebro HK, der mittlerweile in die Svenska Hockeyligan (SHL) aufgestiegen war. Andersson verbrachte dort zwei Spielzeiten, bevor er im Sommer 2017 innerhalb der Liga zu den Växjö Lakers wechselte. Mit dem Klub absolvierte er bis zum Ende des Spieljahres 2021/22 fünf erfolgreiche Jahre, in denen er in den Jahren 2018 und 2021 jeweils die schwedische Meisterschaft gewann. Zur Saison 2022/23 zog es den Schweden in die finnische Liiga zu den Pelicans Lahti. Nachdem er mit dem Verein Vizemeister geworden war, beendete er der 32-Jährige seine aktive Karriere im Sommer 2023. 

### International
Für Schweden nahm Andersson an der U18-Junioren-Weltmeisterschaft 2009 sowie der U20-Junioren-Weltmeisterschaft 2010 teil. Bei der U20-Junioren-Weltmeisterschaft gewann er 2010 mit seiner Mannschaft die Bronzemedaille. Neben den Einsätzen bei den Junioren-Weltmeisterschaften bestritt er zahlreiche Freundschaftsspiele in verschiedenen Altersklassen, darunter das Ivan Hlinka Memorial Tournament 2008. Dort gewann der Verteidiger mit der Tre Kronor ebenfalls die Bronzemedaille.

## Erfolge und Auszeichnungen
| - 2008 Schwedischer U20-Juniorenmeister mit dem Frölunda HC - 2011 Schwedischer U20-Juniorenmeister mit dem Frölunda HC - 2018 Schwedischer Meister mit den Växjö Lakers | - 2021 Schwedischer Meister mit den Växjö Lakers - 2023 Finnischer Vizemeister mit den Pelicans Lahti |

### International
- 2008 Bronzemedaille beim Ivan Hlinka Memorial Tournament
- 2010 Bronzemedaille bei der U20-Junioren-Weltmeisterschaft

## Karrierestatistik

### International
Vertrat Schweden bei:
- Ivan Hlinka Memorial Tournament 2008
- U18-Junioren-Weltmeisterschaft 2009
- U20-Junioren-Weltmeisterschaft 2010

(Legende zur Spielerstatistik: Sp oder GP = absolvierte Spiele; T oder G = erzielte Tore; V oder A = erzielte Assists; Pkt oder Pts = erzielte Scorerpunkte; SM oder PIM = erhaltene Strafminuten; +/− = Plus/Minus-Bilanz; PP = erzielte Überzahltore; SH = erzielte Unterzahltore; GW = erzielte Siegtore; 1 Play-downs/Relegation; Kursiv: Statistik nicht vollständig)